# Carole Rogel
Carole Rogel, ameriška zgodovinarka, * 30. januar 1939, Cleveland, Ohio, ZDA.
Predavala je zgodovino na Državni univerzi Ohio.

## Odlikovanja in nagrade
Leta 2000 je prejel častni znak svobode Republike Slovenije z naslednjo utemeljitvijo: »za nesebično znanstveno, pedagoško in strokovno delo, ki ga je namenila ozaveščanju ameriške zgodovinske in politične javnosti o Slovencih in njihovi domovini«.